# 토미 사바스
토미 사바스(Thomas A. Savas, 1984년 12월 20일 ~ )는 미국의 배우, 영화 프로듀서, 텔레비전 배우, 영화배우이다.
할렘에서 태어났다.

## 영화
- 잇 해펀드 원 발렌타인 (2017년)
- 배드 루미스 (2015년)